# ICBM адрес
ICBM адрес или ракетен адрес (превод от английски език, съответно ICBM address и missile address, няма приет превод на български) е хакерски жаргон за географските координати на даден човек (за предпочитане с точност до една ъглова секунда), поставени в текстовия блок, автоматично добавян като „подпис“ на електронна поща, интернет форум, съобщение в Usenet или друг публично достъпен файл.

## Произход
Изразът произхожда от времето на Usenet, преди разпространението на Интернет, когато формулярът за регистриране на сайт в проекта за картографиране на Usenet включва полета за географска ширина и дължина, за предпочитане с точност до ъглови секунди. Това се използва за създаването на географски точни карти на връзките в Usenet с помощта на плотер. Хората обаче започват да добавят двойката координати в „подписите“ на съобщенията си, наричайки ги своя „ICBM адрес“ или „ракетен адрес“ – на междуконтиненталните балистични ракети (съкратено на английски – ICBM), които използват географски координати с подобна прецизност. (Истинският „адрес“ използван от ракетите обаче включва и височината на целта.)
Типичният текст има вида: "ICBM Address: 36.8274040 N, 108.0204086 W". През 1980-те често бива добавян и хумористичния надпис "Don't Shoot!" ("Не стреляй(те)!").

## Съвременна употреба
Днес координати в този формат се използват за геотагване на уеб страинци и други онлайн материали, често чрез мета тагове, например:
```
<
meta
 
name
=
"ICBM"
 
content
=
"38.871, -77.056"
>

```

## Външни прерпратки
- Страницата в The Jargon File, описваща явлението
- GeoURL Архив на оригинала от 2011-12-27 в Wayback Machine., онлайн база от данни с ICBM адреси